# Talang Karet
Talang Karet is een bestuurslaag in het regentschap Kepahiang van de provincie Bengkulu, Indonesië. Talang Karet telt 1549 inwoners (volkstelling 2010).